# (33009) 1997 EM28
1997 EM28 (asteroide 33009) é um asteroide da cintura principal. Possui uma excentricidade de 0.12261605 e uma inclinação de 1.12084º.
Este asteroide foi descoberto no dia 7 de março de 1997 por Spacewatch em Kitt Peak.